# Wójtostwo (powiat kozienicki)
Wójtostwo (dawn. alt. Wójtostwo pod Dąbrówkami) – wieś sołecka w Polsce położona w województwie mazowieckim, w powiecie kozienickim, w gminie Kozienice, nad Zagożdżonką.
W latach 1975–1998 miejscowość należała administracyjnie do województwa radomskiego. Od 1 stycznia 2003 roku częścią wsi Wójtostwo stała się ówczesna kolonia Kozienice-Kolonia, która z kolei do 1961 roku obejmowała Pocztówkę, włączoną do Kozienic.
Wierni kościoła rzymskokatolickiego należą do parafii Świętego Krzyża w Kozienicach.